# Rapidfire

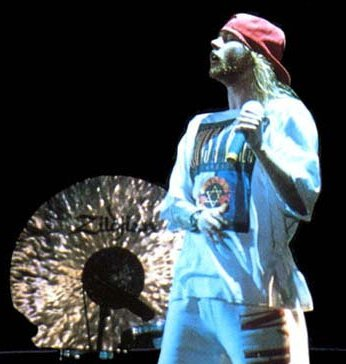
Axl Rose, ex-vocalista da banda.

Rapidfire é uma banda norte-americana. Foi uma das primeiras bandas em que o vocalista do Guns N' Roses, Axl Rose, cantou antes de obter sucesso mundial.

## Membros
- Axl Rose: Vocal
- Kevin Lawrence: Guitarra
- Mike Hammernik: Contra-baixo
- Chuck Gordon: Bateria

Após saída de Axl Rose:
- Kevin Lawrence: Vocal
- Allen Bram: Contra Baixo
- Bruce Lipsig: Guitarra
- Chuck Gordon: Baixo

## Fita Demo
A banda gravou uma fita demo em 25 de maio, 1983.
1. Ready to Rumble
2. All Night Long
3. The Prowler
4. On the Run
5. Closure

Kevin Lawrence lançou-a em 2014!